# Cantón de Saint-Laurent-de-Neste
El cantón de Saint-Laurent-de-Neste era una división administrativa francesa, que estaba situada en el departamento de Altos Pirineos y la región de Mediodía-Pirineos.

## Composición
El cantón estaba formado por dieciocho comunas:
- Anères
- Aventignan
- Bize
- Bizous
- Cantaous
- Générest
- Hautaget
- Lombrès
- Mazères-de-Neste
- Montégut
- Montsérié
- Nestier
- Nistos
- Saint-Laurent-de-Neste
- Saint-Paul
- Seich
- Tibiran-Jaunac
- Tuzaguet

## Supresión del cantón de Saint-Laurent-de-Neste
En aplicación del Decreto n.º 2014-242 de 25 de febrero de 2014, el cantón de Saint-Laurent-de-Neste fue suprimido el 22 de marzo de 2015 y sus 18 comunas pasaron a formar parte del nuevo cantón de El Valle de la Barousse.